# Père Lathuile
Das Père Lathuile (Schreibweise auch Lathuille) war ein Café-Restaurant in Paris. Es befand sich in der Avenue de Clichy im 17. Arrondissement.

## Geschichte

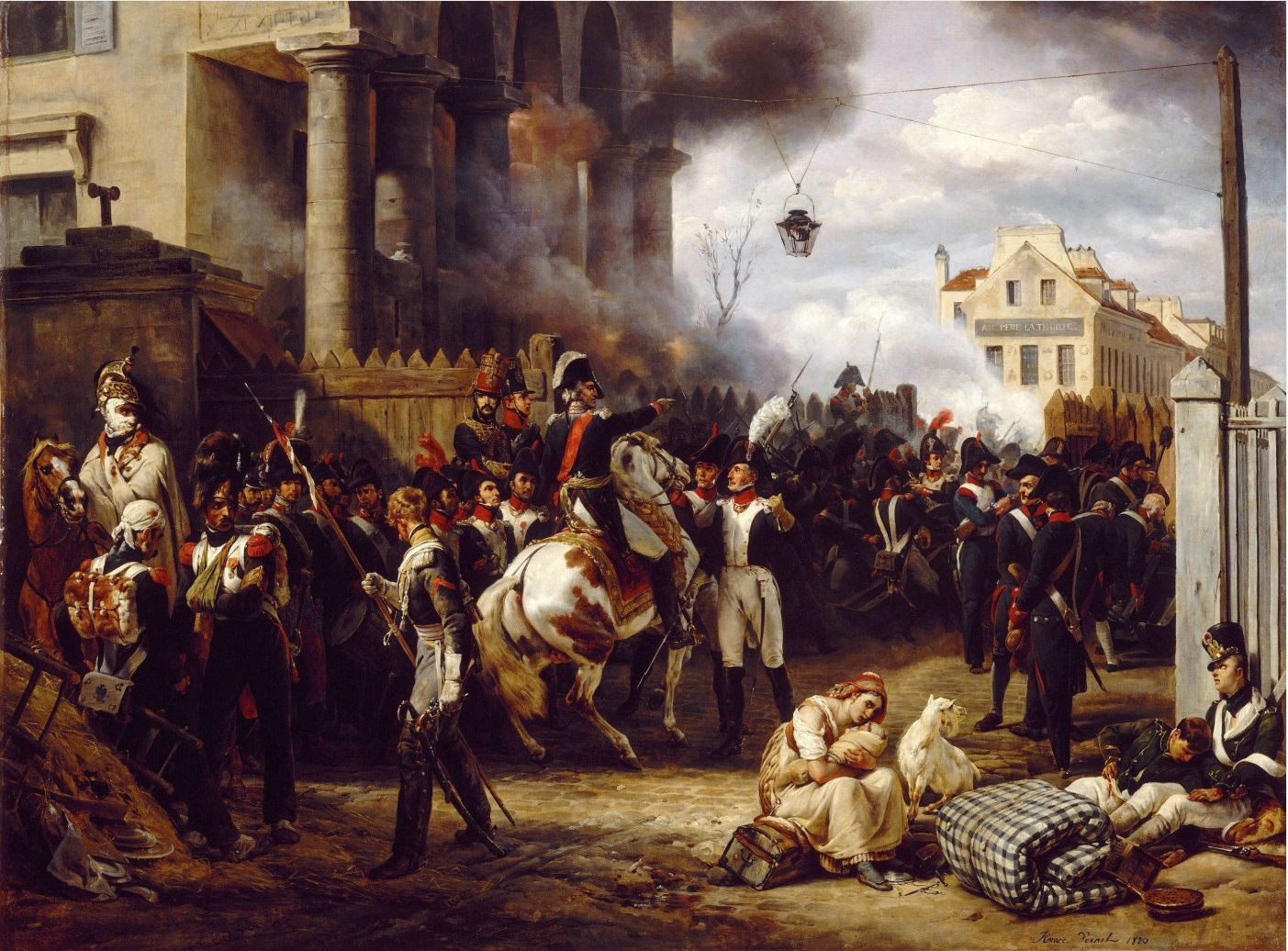
Horace Vernet: La barrière de Clichy. Défense de Paris, le 30 mars 1814

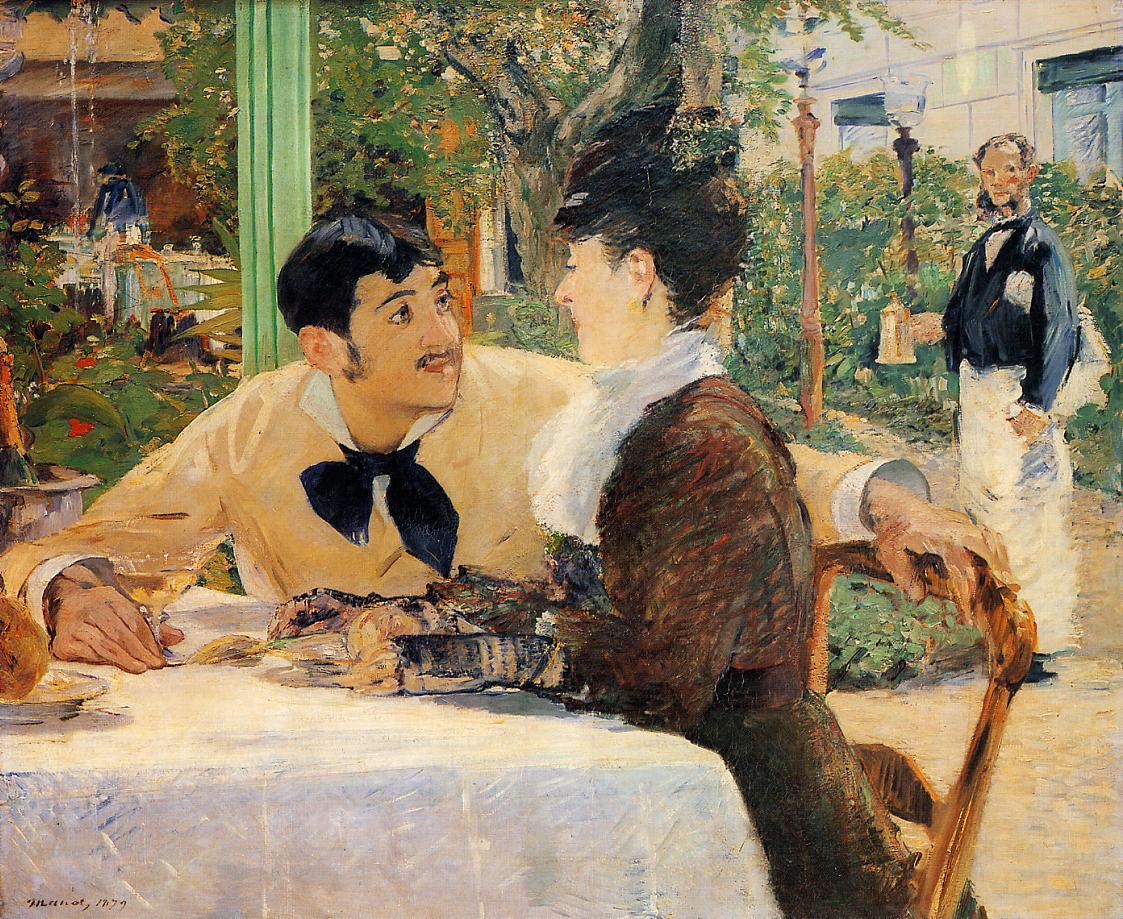
Édouard Manet: Beim Père Lathuille, im Freien

An der Stelle des späteren Café-Restaurants stand zunächst ein Bauernhof, der zum Weiler Batignolles gehörte und die Stadt Paris mit Milch versorgte. Hier öffnete 1765 die Schankwirtschaft (cabaret) Au père Lathuile, die vor allem von der Pariser Bevölkerung besucht wurde, da hier die Steuern niedriger und somit alkoholische Getränke günstiger als in der Hauptstadt waren. 1814 spielte das Père Lathuile eine Rolle in den Befreiungskriegen, da Marschall Bon-Adrien-Jeannot de Moncey im Père Lathuile sein Quartier bezog, um Paris gegen die anrückenden russischen Truppen zu verteidigen. Ein Denkmal für de Moncey wurde später auf der nahe gelegenen Place de Clichy errichtet. Bevor es am 30. März 1814 zur Schlacht an der Barrière de Clichy kam, ließ Pierre Lathuile, der damalige Besitzer des Lokals, an die Soldaten Speisen und Getränke verteilen. Von ihm ist der Ausspruch überliefert: „Mangez, buvez, mes enfants, il ne faut rien laisser à l’ennemi!“ (sinngemäße Übersetzung: Esst, trinkt, meine Kinder, wir müssen nichts dem Feind überlassen). Die französischen Truppen vor dem Père Lathuile hat der Maler Horace Vernet in seinem Gemälde La barrière de Clichy. Défense de Paris, le 30 mars 1814 (Louvre) verewigt. Im Hintergrund des 1820 entstandenen Bildes erscheint die Fassade eines Hauses mit dem Wirtshausschild und darauf die Falschschreibung des Namens Au Père Lathuille. Die militärischen Handlungen unter Marschall de Moncey dienten zudem als Motiv für den Einakter Le Père Latuile, ou le Cabaret de la barrière de Clichy von Adolphe de Leuven. Hierin taucht das Gasthaus bereits im Titel auf. Die Uraufführung des Theaterstücks erfolgte am 3. Dezember 1835 im Pariser Théâtre de la Porte-Saint-Martin. Im Laufe des 19. Jahrhunderts entwickelte sich das Père Lathuile zu einem Café-Restaurant und war wie das benachbarte Café Guerbois ein beliebter Künstlertreffpunkt. Der Maler Édouard Manet schuf 1879 das Gemälde Beim Père Lathuille, im Freien (Musée de Beaux-Arts,  Tournai) und schrieb bei der Betitelung ebenfalls den Nachnamen falsch. Im Bild ist ein junges Paar beim Flirt im Garten des Café-Restaurants zu sehen. Das Père Lathuile existierte bis 1906. Danach gab es an gleicher Stelle die bis 1927 bestehende Music Hall Le Kursaal, in der Gesangskünstler wie Maurice Chevalier, Fréhel, Lucienne Boyer und Berthe Sylva auftraten. Seit 1930 wird das Gebäude als Kino genutzt, das zunächst als Eden, dann  als Mirage und später als Pathé Clichy firmierte. Seit 1996 ist hier das Programmkino Cinéma des Cinéastes angesiedelt. Am Haus Avenue de Clichy Nr. 7 erinnert eine Tafel an das Le Père Lathuille. Die auf der gegenüberliegenden Straßenseite abzweigende Gasse trägt nach dem ehemaligen Lokal die Bezeichnung Passage Lathuille.